# إيرا شنايدر
إيرا شنايدر (بالإنجليزية: Ira Schneider)‏ (و. 1939  م) هو فنان، ومصور أمريكي، ولد في نيويورك.

## التعليم
تعلم في جامعة براون، وتعلم في جامعة ويسكونسن-ماديسون
.

## جوائز
حصل على جوائز منها:

زمالة غوغنهايم